# Doping di Stato in Russia
Con doping di Stato in Russia si intende identificare il sistema segreto di somministrazione di sostanze dopanti e di copertura dei risultati ai test antidoping messo in atto da parte di diverse infrastrutture federali sportive, di controllo e di collegamento della Russia e applicato ai loro atleti. Una prima indagine intensiva del fenomeno, pubblicata nel dicembre del 2016, stimò che nel solo periodo intercorso tra il 2011 e il 2015 più di mille sportivi russi avessero partecipato a questo sistema.

## I primi sospetti
Le prime notizie rese pubbliche insinuanti che a monte dei risultati degli atleti russi ci fosse un sistema di manipolazione e copertura dei risultati ai controlli antidoping, furono portate da un documentario della TV tedesca ARD a firma del giornalista Hajo Seppelt e che venne mandato in onda il 3 dicembre 2014: in questo veniva descritto un sistema su larga scala, che coinvolgeva a vari livelli le varie infrastrutture statali e veniva perciò paragonato allo Staatsplanthema 14.25 messo in atto dalla Germania Est già dalla fine degli anni '60. Il documentario è incentrato sulle testimonianze portate da Vitalij Stepanov, dipendente dell'Agenzia antidoping della Russia (RUSADA), e di sua moglie, la mezzofondista Julija Stepanova; in esse i coniugi rivelano una vasta e strutturata rete fatta di atleti compiacenti, allenatori senza scrupoli e dirigenti corrotti. In cambio di una percentuale dei guadagni di un atleta infatti, i funzionari della All-Russia Athletic Federation (ARAF) fornivano sostanze vietate e, con la cooperazione di altri funzionari nella struttura di controllo antidoping, offrivano copertura ai test. Nel documentario furono incluse delle telefonate segretamente registrate dalla Stepanova con alcune sue colleghe che confermavano sia gli aiuti ottenuti che il pagamento di ingenti somme di denaro.

## Le iniziative della WADA

### La commissione Pound
L'Agenzia mondiale antidoping (WADA) il 16 dicembre 2014 istituì una commissione indipendente presieduta da Dick Pound per accertarsi circa la veridicità delle rivelazioni emerse dal documentario. Il 9 novembre 2015, dopo quasi un anno di investigazioni, la commissione pubblicò il proprio rapporto definitivo; in detta relazione vennero confermati tutti i sospetti in carico all'ARAF, alla RUSADA ed al laboratorio antidoping accreditato dalla WADA a Mosca; vennero inoltre alla luce ulteriori elementi che coinvolgevano in questo sistema di copertura dai controlli antidoping altre federazioni sportive nazionali, il servizio segreto russo (FSB), nonché alcuni membri di spicco della Federazione internazionale di atletica (IAAF), come il suo presidente di allora Lamine Diack, e che in seguito alla documentazione trasmessa dalla commissione Pound all'Interpol vennero messi sotto investigazione dall'organizzazione contro il crimine internazionale.
Le più immediate azioni poste in essere dalla WADA già il giorno seguente la pubblicazione del rapporto furono quelle di revocare l’abilitazione del laboratorio di Mosca e di iniziare un processo per rivalutare la conformità dell'agenzia antidoping russa; contemporaneamente raccomandò al Ministro dello Sport russo l'allontanamento del dottor Grigorij Rodčenkov dalla sua posizione di direttore del laboratorio di Mosca e alla IAAF di sospendere l'ARAF con la conseguenza che gli atleti russi non avrebbero potuto prendere parte ad alcuna competizione internazionale nel 2016 e che i campionati del mondo a squadre di marcia 2016 e i campionati del mondo under 20 di atletica leggera 2016, precedentemente assegnati alle due città russe di a Čeboksary e Kazan', sarebbero stati riallocati. La successiva riunione del consiglio direttivo tenutasi a Colorado Springs il 18 novembre 2015 dichiarò la RUSADA non più conforme agli standard del codice mondiale antidoping con effetto immediato.

### Il rapporto McLaren
La commissione Pound, nelle sue conclusioni sottolineò come, nonostante il suo mandato si limitasse solamente a verificare i fatti ascritti alla federazione di atletica leggera, la piaga del doping e della corruzione fosse allargata a molte altre discipline sportive. Nel frattempo il dottor Rodčenkov fuggì negli Stati Uniti ed entrò nel programma protezione testimoni, diventando un informatore e rilasciando anche delle interviste al New York Times nelle quali raccontò, portando prove e testimonianze, il vasto e radicato sistema del doping in Russia nonché le metodologie usate per “coprire” gli atleti russi alle Olimpiadi casalinghe di Soči 2014.
La WADA, al fine di portare prove a supporto delle rivelazioni riguardanti le accuse dell'uso di sostanze dopanti ai Giochi invernali di Soči 2014 da parte degli atleti russi e del relativo metodo di copertura dai controlli da parte degli organi di vigilanza statali, il 17 maggio 2016 incaricò Richard McLaren di aprire un'investigazione indipendente. Questi pubblicò un primo rapporto dopo solo due mesi, che corroborò tutti i sospetti e le rivelazioni effettuate dal dottor Rodčenkov e che si concludeva indicando come vi fosse un apparato statale, che partendo dal Ministro dello Sport si estendeva dai servizi segreti (FSB) fino all’agenzia antidoping (RUSADA) passando dal laboratorio antidoping di Mosca, tendente a coprire e proteggere gli atleti russi che facevano uso di doping.
Il 9 dicembre dello stesso anno McLaren pubblicò la seconda ed ultima parte del suo rapporto, il quale, tra le altre cose, asseriva che negli anni tra il 2011 e il 2015 più di un migliaio di atleti russi avrebbero beneficiato di questo sistema per coprire l'utilizzo di sostanze dopanti.

### La temporanea riabilitazione e la scoperta di nuovi illeciti
Il processo di riabilitazione della RUSADA per essere reintegrata quale membro dell’agenzia mondiale antidoping iniziò già all’indomani della riunione del consiglio direttivo della WADA di Colorado Springs del novembre 2015; il comitato di revisione di conformità (CRC) dell’agenzia mondiale antidoping stilò una tabella di marcia comprendente più di trenta criteri che l’organizzazione russa avrebbe dovuto soddisfare per poter completare tale processo di reintegro. Ad agosto 2017 vennero resi noti i primi progressi raggiunti concludendo la “fase uno” della riabilitazione. Con la lettera inviata dal Ministro dello sport russo Pavel Kolobkov il 13 settembre 2018 il CRC ritenne soddisfatti gli ultimi due criteri ancora non assolti della “fase due” del processo di riqualificazione e, nel corso del successivo meeting del comitato esecutivo tenutosi il 20 settembre 2018, la RUSADA ottenne il reintegro in seno alla WADA; detto reintegro era però soggetto al soddisfacimento di rigorose condizioni, prima tra le quali la consegna di tutti i campioni e dei dati analitici conservati nel laboratorio di Mosca di cui Grigorij Rodčenkov era direttore, compreso anche il sistema di gestione informatica (LIMS).
Dopo essere entrato in possesso di quanto richiesto, una prima parte a gennaio ed una seconda ad aprile 2019, il dipartimento investigativo e di intelligence (I&I) della WADA iniziò un intensivo percorso di controlli e analisi forensi individuando un primo gruppo di 298 casi anomali, di questi trasmise immediatamente i primi 43 nominativi -per i quali aveva completato gli esami probatori- alle federazioni internazionali di riferimento degli atleti coinvolti, e che portò alla luce incongruenze tra il database LIMS consegnato dalle autorità russe e quello di cui la WADA era entrato in possesso nell’ottobre del 2017, giungendo quindi alla conclusione che parte della documentazione ottenuta fosse stata alterata, con manipolazioni avvenute anche successivamente al reintegro dell’agenzia antidoping russa.

### La nuova dichiarazione di non conformità e le altre sanzioni
Questi ultimi fatti indussero la WADA ad aprire una nuova procedura di sospensione nei confronti della RUSADA, nel frattempo il CRC invitò il Ministro dello Sport e la stessa agenzia russa a fornire dettagliate spiegazioni circa le incoerenze riscontrate in fase di controllo dall'I&I; il comitato di revisione di conformità valutò le controrelazioni inviate e fornì un documentato resoconto al consiglio direttivo della WADA dal quale emerse come centinaia di presunti risultati analitici negativi presenti nella copia del database LIMS di cui erano entrati in possesso nel 2015 fossero stati rimossi dalla copia consegnata dalle autorità russe nel 2019, inoltre erano stati artefatti dei messaggi tra i membri del personale del laboratorio per supportare la tesi russa secondo cui furono il dottor Rodčenkov e due suoi collaboratori a falsificare le voci nel database LIMS di Mosca per poter estorcere denaro agli atleti. In conseguenza di ciò il comitato esecutivo della WADA, nella riunione svoltasi a Losanna il 9 dicembre 2019, dichiarò all'unanimità la RUSADA non conforme al codice dell'agenzia mondiale antidoping per un periodo di quattro anni; in questo termine dei quattro anni furono incluse ulteriori sanzioni quali l'impossibilità ad organizzare grandi eventi, l'impossibilità per i funzionari e i rappresentanti del governo russo di far parte del consiglio di qualunque organo firmatario del codice WADA o di assistere a edizioni di Giochi olimpici, paralimpici e campionati del Mondo, la possibilità per gli atleti russi risultati estranei alle investigazioni a prender parte a dette competizioni unicamente sotto insegne neutrali, senza inno, bandiera o altro emblema nazionale russo e infine il pagamento di una multa e di tutti i costi sostenuti dalla WADA dall'inizio delle nuove investigazioni; l'agenzia russa fece appello al Tribunale Arbitrale dello Sport (TAS) avverso le misure decise dalla WADA che accolse parzialmente il ricorso limitando le sanzioni ad un periodo di due anni a far data dal 17 dicembre 2020, giorno in cui venne emessa la sentenza.
Parallelamente continuò il lavoro di analisi dei dati e dei campioni da parte del dipartimento investigativo e di intelligence della WADA che, dopo aver individuato le prime anomalie già a luglio 2019, alla fine di aprile 2020 concluse il riesame dei 298 casi con dati sospetti, inviando le risultanze alle 27 federazioni sportive internazionali degli atleti interessati per vagliare l'adozione di possibili sanzioni nei loro confronti; nel contempo proseguirono anche le rianalisi dei campioni presi dal laboratorio di Mosca ad aprile 2019: dopo aver eseguito i primi 313 esami istologici si contavano 49 "riscontri analitici avversi" (AAF).

## Le iniziative del CIO

### La delegazione russa a Rio de Janeiro 2016
Subito dopo la pubblicazione della prima parte del rapporto McLaren la WADA invitò il Comitato Olimpico Internazionale (CIO) ad escludere la Russia dagli imminenti Giochi olimpici di Rio de Janeiro 2016. Il CIO scelse di non prendere posizione e rimandò la decisione alle singole federazioni sportive internazionali; di queste solo quella di atletica e quella del sollevamento pesi bandirono la squadra russa nella sua interezza. Successivamente il CIO rivedette parzialmente la sua decisione, stabilendo che dopo la positiva approvazione di ogni singolo atleta da parte della federazione internazionale di riferimento e ricevuta la valutazione positiva anche da parte del Tribunale Arbitrale dello Sport sarebbe stata una commissione formata da tre membri del Consiglio Esecutivo a dare il parere finale; questa commissione si pronunciò ufficialmente il 4 agosto 2016, ammettendo ai Giochi 271 atleti dei 389 proposti dal Comitato Olimpico Russo.

### Reazioni del CIO dopo la conclusione del rapporto McLaren
Successivamente alla pubblicazione del secondo rapporto di Richard McLaren il CIO istituì due diverse commissioni disciplinari: la prima, presieduta da Denis Oswald, con il compito di ricontrollare i risultati dei test antidoping ed investigare sui risultati ottenuti dagli atleti ai Giochi; la seconda, presieduta da Samuel Schmid, la cui missione fu quella di valutare il fraudolento sistema di doping di Stato in Russia nel suo insieme.

#### Revisione dei risultati ai Giochi di Soči 2014
La commissione Oswald è attualmente ancora impegnata nel controllo dei risultati degli atleti e, al 22 dicembre 2017, dei 46 casi aperti ha squalificato per doping 43 atleti russi, privandoli di tutti i risultati ottenuti a Soči 2014 ed escludendoli dalla partecipazione, a qualunque titolo, a future edizioni dei Giochi olimpici.
| Atleta                 | Sport                   | Gara                                | Risultato          | Successive disposizioni                                            |
| ---------------------- | ----------------------- | ----------------------------------- | ------------------ | ------------------------------------------------------------------ |
| Jana Romanova          | Biathlon                | 7,5 km sprint femminile             | 19ª posizione      | sentenza TAS: squalifica revocata per i soli risultati individuali |
| Jana Romanova          | Biathlon                | 10 km inseguimento femminile        | 23ª posizione      | sentenza TAS: squalifica revocata per i soli risultati individuali |
| Jana Romanova          | Biathlon                | 15 km individuale femminile         | 53ª posizione      | sentenza TAS: squalifica revocata per i soli risultati individuali |
| Jana Romanova          | Biathlon                | Staffetta 4x6 km femminile          | Medaglia d'argento | sentenza TAS: squalifica revocata per i soli risultati individuali |
| Ol'ga Viluchina        | Biathlon                | 7,5 km sprint femminile             | Medaglia d'argento | sentenza TAS: squalifica revocata per i soli risultati individuali |
| Ol'ga Viluchina        | Biathlon                | 10 km inseguimento femminile        | 7ª posizione       | sentenza TAS: squalifica revocata per i soli risultati individuali |
| Ol'ga Viluchina        | Biathlon                | 12,5 km partenza in linea femminile | 21ª posizione      | sentenza TAS: squalifica revocata per i soli risultati individuali |
| Ol'ga Viluchina        | Biathlon                | Staffetta 4x6 km femminile          | Medaglia d'argento | sentenza TAS: squalifica revocata per i soli risultati individuali |
| Ol'ga Viluchina        | Biathlon                | Staffetta mista 2x6 km + 2x7,5 km   | 4ª posizione       | sentenza TAS: squalifica revocata per i soli risultati individuali |
| Ol'ga Zajceva          | Biathlon                | 7,5 km sprint femminile             | 28ª posizione      | sentenza TAS: squalifica confermata                                |
| Ol'ga Zajceva          | Biathlon                | 10 km inseguimento femminile        | 11ª posizione      | sentenza TAS: squalifica confermata                                |
| Ol'ga Zajceva          | Biathlon                | 12,5 km partenza in linea femminile | 23ª posizione      | sentenza TAS: squalifica confermata                                |
| Ol'ga Zajceva          | Biathlon                | 15 km individuale femminile         | 15ª posizione      | sentenza TAS: squalifica confermata                                |
| Ol'ga Zajceva          | Biathlon                | Staffetta 4x6 km femminile          | Medaglia d'argento | sentenza TAS: squalifica confermata                                |
| Ol'ga Zajceva          | Biathlon                | Staffetta mista 2x6 km + 2x7,5 km   | 4ª posizione       | sentenza TAS: squalifica confermata                                |
| Maksim Belugin         | Bob                     | Bob a due maschile                  | 4ª posizione       | —                                                                  |
| Maksim Belugin         | Bob                     | Bob a quattro maschile              | 4ª posizione       | —                                                                  |
| Il'vir Chuzin          | Bob                     | Bob a quattro maschile              | 4ª posizione       | sentenza TAS: squalifica confermata                                |
| Aleksandr Kas'janov    | Bob                     | Bob a due maschile                  | 4ª posizione       | sentenza TAS: squalifica confermata                                |
| Aleksandr Kas'janov    | Bob                     | Bob a quattro maschile              | 4ª posizione       | sentenza TAS: squalifica confermata                                |
| Aleksej Negodajlo      | Bob                     | Bob a quattro maschile              | Medaglia d'oro     | sentenza TAS: squalifica revocata per i soli risultati individuali |
| Aleksej Puškarëv       | Bob                     | Bob a quattro maschile              | 4ª posizione       | sentenza TAS: squalifica confermata                                |
| Ol'ga Stul'neva        | Bob                     | Bob a due femminile                 | 9ª posizione       | sentenza TAS: squalifica revocata                                  |
| Dmitrij Trunenkov      | Bob                     | Bob a quattro maschile              | Medaglia d'oro     | sentenza TAS: squalifica revocata per i soli risultati individuali |
| Ljudmila Udobkina      | Bob                     | Bob a due femminile                 | 9ª posizione       | sentenza TAS: squalifica revocata                                  |
| Aleksej Voevoda        | Bob                     | Bob a due maschile                  | Medaglia d'oro     | sentenza TAS: squalifica confermata                                |
| Aleksej Voevoda        | Bob                     | Bob a quattro maschile              | Medaglia d'oro     | sentenza TAS: squalifica confermata                                |
| Aleksandr Zubkov       | Bob                     | Bob a due maschile                  | Medaglia d'oro     | sentenza TAS: squalifica confermata                                |
| Aleksandr Zubkov       | Bob                     | Bob a quattro maschile              | Medaglia d'oro     | sentenza TAS: squalifica confermata                                |
| Tat'jana Burina        | Hockey su ghiaccio      | Torneo femminile                    | 6ª posizione       | sentenza TAS: squalifica revocata per i soli risultati individuali |
| Inna Djubanok          | Hockey su ghiaccio      | Torneo femminile                    | 6ª posizione       | sentenza TAS: squalifica confermata                                |
| Ekaterina Lebedeva     | Hockey su ghiaccio      | Torneo femminile                    | 6ª posizione       | sentenza TAS: squalifica revocata per i soli risultati individuali |
| Ekaterina Paškevič     | Hockey su ghiaccio      | Torneo femminile                    | 6ª posizione       | sentenza TAS: squalifica revocata per i soli risultati individuali |
| Galina Skiba           | Hockey su ghiaccio      | Torneo femminile                    | 6ª posizione       | sentenza TAS: squalifica confermata                                |
| Anna Šibanova          | Hockey su ghiaccio      | Torneo femminile                    | 6ª posizione       | sentenza TAS: squalifica confermata                                |
| Ekaterina Smolenceva   | Hockey su ghiaccio      | Torneo femminile                    | 6ª posizione       | sentenza TAS: squalifica revocata per i soli risultati individuali |
| Anna Ščukina           | Hockey su ghiaccio      | Torneo femminile                    | 6ª posizione       | sentenza TAS: squalifica revocata per i soli risultati individuali |
| Ol'ga Fatkulina        | Pattinaggio di velocità | 500 m femminile                     | Medaglia d'argento | sentenza TAS: squalifica revocata                                  |
| Ol'ga Fatkulina        | Pattinaggio di velocità | 1000 m femminile                    | 4ª posizione       | sentenza TAS: squalifica revocata                                  |
| Ol'ga Fatkulina        | Pattinaggio di velocità | 1500 m femminile                    | 9ª posizione       | sentenza TAS: squalifica revocata                                  |
| Artëm Kuznecov         | Pattinaggio di velocità | 500 m maschile                      | 19ª posizione      | sentenza TAS: squalifica revocata                                  |
| Aleksandr Rumjancev    | Pattinaggio di velocità | 5000 m maschile                     | 11ª posizione      | sentenza TAS: squalifica revocata                                  |
| Aleksandr Rumjancev    | Pattinaggio di velocità | Inseguimento a squadre maschile     | 6ª posizione       | sentenza TAS: squalifica revocata                                  |
| Ivan Skobrev           | Pattinaggio di velocità | 1500 m maschile                     | 18ª posizione      | sentenza TAS: squalifica revocata                                  |
| Ivan Skobrev           | Pattinaggio di velocità | 5000 m maschile                     | 7ª posizione       | sentenza TAS: squalifica revocata                                  |
| Ivan Skobrev           | Pattinaggio di velocità | Inseguimento a squadre maschile     | 6ª posizione       | sentenza TAS: squalifica revocata                                  |
| Evgenij Belov          | Sci di fondo            | 15 km maschile                      | 25ª posizione      | sentenza TAS: squalifica revocata                                  |
| Evgenij Belov          | Sci di fondo            | Skiathlon maschile                  | 18ª posizione      | sentenza TAS: squalifica revocata                                  |
| Aleksandr Bessmertnych | Sci di fondo            | 15 km maschile                      | 7ª posizione       | sentenza TAS: squalifica revocata                                  |
| Aleksandr Bessmertnych | Sci di fondo            | Staffetta maschile                  | Medaglia d'argento | sentenza TAS: squalifica revocata                                  |
| Julija Čekalëva        | Sci di fondo            | 10 km femminile                     | 11ª posizione      | sentenza TAS: squalifica confermata                                |
| Julija Čekalëva        | Sci di fondo            | Skiathlon femminile                 | 15ª posizione      | sentenza TAS: squalifica confermata                                |
| Julija Čekalëva        | Sci di fondo            | 30 km femminile                     | 32ª posizione      | sentenza TAS: squalifica confermata                                |
| Julija Čekalëva        | Sci di fondo            | Staffetta femminile                 | 6ª posizione       | sentenza TAS: squalifica confermata                                |
| Anastasija Docenko     | Sci di fondo            | Sprint femminile                    | 22ª posizione      | sentenza TAS: squalifica confermata                                |
| Anastasija Docenko     | Sci di fondo            | Sprint a squadre femminile          | 6ª posizione       | sentenza TAS: squalifica confermata                                |
| Nikita Krjukov         | Sci di fondo            | Sprint maschile                     | 13ª posizione      | sentenza TAS: squalifica revocata                                  |
| Nikita Krjukov         | Sci di fondo            | Sprint a squadre maschile           | Medaglia d'argento | sentenza TAS: squalifica revocata                                  |
| Julija Ivanova         | Sci di fondo            | 10 km femminile                     | 17ª posizione      | sentenza TAS: squalifica confermata                                |
| Julija Ivanova         | Sci di fondo            | 30 km femminile                     | 30ª posizione      | sentenza TAS: squalifica confermata                                |
| Julija Ivanova         | Sci di fondo            | Staffetta femminile                 | 6ª posizione       | sentenza TAS: squalifica confermata                                |
| Julija Ivanova         | Sci di fondo            | Sprint a squadre femminile          | 6ª posizione       | sentenza TAS: squalifica confermata                                |
| Aleksandr Legkov       | Sci di fondo            | Skiathlon maschile                  | 10ª posizione      | sentenza TAS: squalifica revocata                                  |
| Aleksandr Legkov       | Sci di fondo            | 50 km maschile                      | Medaglia d'oro     | sentenza TAS: squalifica revocata                                  |
| Aleksandr Legkov       | Sci di fondo            | Staffetta maschile                  | Medaglia d'argento | sentenza TAS: squalifica revocata                                  |
| Natal'ja Matveeva      | Sci di fondo            | Sprint femminile                    | 20ª posizione      | sentenza TAS: squalifica revocata                                  |
| Aleksej Petuchov       | Sci di fondo            | Sprint maschile                     | 8ª posizione       | sentenza TAS: squalifica revocata                                  |
| Evgenija Šapovalova    | Sci di fondo            | Sprint femminile                    | 28ª posizione      | sentenza TAS: squalifica revocata                                  |
| Maksim Vylegžanin      | Sci di fondo            | Skiathlon maschile                  | 4ª posizione       | sentenza TAS: squalifica revocata                                  |
| Maksim Vylegžanin      | Sci di fondo            | 50 km maschile                      | Medaglia d'argento | sentenza TAS: squalifica revocata                                  |
| Maksim Vylegžanin      | Sci di fondo            | Staffetta maschile                  | Medaglia d'argento | sentenza TAS: squalifica revocata                                  |
| Maksim Vylegžanin      | Sci di fondo            | Sprint a squadre maschile           | Medaglia d'argento | sentenza TAS: squalifica revocata                                  |
| Sergej Čudinov         | Skeleton                | Singolo maschile                    | 5ª posizione       | sentenza TAS: squalifica revocata                                  |
| Elena Nikitina         | Skeleton                | Singolo femminile                   | Medaglia di bronzo | sentenza TAS: squalifica revocata                                  |
| Marija Orlova          | Skeleton                | Singolo femminile                   | 6ª posizione       | sentenza TAS: squalifica revocata                                  |
| Ol'ga Potylicyna       | Skeleton                | Singolo femminile                   | 5ª posizione       | sentenza TAS: squalifica revocata                                  |
| Aleksandr Tret'jakov   | Skeleton                | Singolo maschile                    | Medaglia d'oro     | sentenza TAS: squalifica revocata                                  |
| Al'bert Demčenko       | Slittino                | Singolo maschile                    | Medaglia d'argento | sentenza TAS: squalifica revocata                                  |
| Al'bert Demčenko       | Slittino                | Gara a squadre                      | Medaglia d'argento | sentenza TAS: squalifica revocata                                  |
| Tat'jana Ivanova       | Slittino                | Singolo femminile                   | 7ª posizione       | sentenza TAS: squalifica revocata                                  |
| Tat'jana Ivanova       | Slittino                | Gara a squadre                      | Medaglia d'argento | sentenza TAS: squalifica revocata                                  |

Il 9 gennaio 2018 il Tribunale Arbitrale dello Sport ha registrato l'appello di tutti gli atleti trovati colpevoli ad eccezione del bobbista Belugin e, stante anche l'imminenza dei Giochi di Pyeongchang 2018 dai quali sono stati banditi, questa corte di arbitrato si è espressa circa i ricorsi entro la fine dello stesso mese gennaio per 39 ricorrenti, cioè tutti tranne le tre biatlete Romanova, Viluchina e Zajceva, che, anche se ormai ritiratesi dalle competizioni, erano state comunque provvisoriamente sospese da parte dell'International Biathlon Union. Il 1º febbraio il CAS ha pubblicato un comunicato nel quale rendeva note le proprie decisioni, che annullavano totalmente le sanzioni applicate dalla commissione Oswald a 28 atleti, e precisamente ai bobbisti Negodajlo, Stul'neva, Trunenkov ed Udobkina, alle hockeiste Burina, Lebedeva, Paškevič, Smolenceva e Ščukina, ai pattinatori di velocità Fatkulina, Kuznecov, Rumjancev e Skobrev, ai fondisti Belov, Bessmertnych, Krjukov, Legkov, Matveeva, Petuchov, Šapovalova e Vylegžanin, agli skeletonisti Čudinov, Nikitina, Orlova, Potylicyna e Tret'jakov ed agli slittinisti Demčenko e Ivanova, che quindi sono stati riabilitati dei risultati ottenuti a Soči 2014; negli altri 11 casi questo tribunale ha confermato le decisioni prese dalla commissione del CIO, modificando unicamente la durata della radiazione che è stata limitata alla sola edizione di Pyeongchang 2018. La risposta del CIO non si è fatta attendere, paventando la possibilità di un appello al Tribunale federale svizzero e sottolineando comunque che nessuno di quei 28 atleti verrà invitato a prendere parte ai Giochi di Pyeongchang 2018.

#### L'esclusione dai Giochi di Pyeongchang 2018
Il 2 dicembre 2017 la commissione Schmid produsse il documento conclusivo delle sue indagini, che corroborava tutte le precedenti investigazioni e confermava le accuse dell'esistenza di un sistema di somministrazione di sostanze dopanti e di copertura dei risultati ai test antidoping in carico alla federazione russa. Conseguentemente la commissione esecutiva del CIO pochi giorni dopo approvò una serie di decisioni in vista dell'imminente edizione dei Giochi di Pyeongchang 2018; tra queste l'immediata sospensione del Comitato Olimpico Russo e l'invito a disputare i Giochi ai soli atleti russi che non erano mai stati accostati a problemi di doping e che avevano rispettato un'ulteriore rigida serie di criteri; questi atleti avrebbero gareggiato sotto le insegne olimpiche e col nome di "Atleti Olimpici dalla Russia".

#### 2019: il CIO rende definitivi i risultati del bob maschile
Il 28 marzo 2019 il CIO mise fine alla vicenda per quanto riguarda il bob maschile, ratificando ufficialmente le squalifiche degli equipaggi pilotati da Aleksandr Zubkov (vincitore di entrambe le medaglie d'oro) e Aleksandr Kas'janov (giunto quarto in entrambe le discipline) e confermando la riassegnazione delle medaglie in accordo con i risultati ufficiali aggiornati dalla Federazione Internazionale di Bob e Skeleton già in data 20 luglio e 27 novembre 2018.

## Le iniziative dell'IPC

### La sospensione della RPC e l'esclusione da Rio de Janeiro 2016
All'indomani delle rilevazioni rese note con la pubblicazione della prima parte del rapporto McLaren l'agenzia mondiale antidoping (WADA), proprio come aveva fatto con il Comitato Olimpico Internazionale (CIO), invitò anche il Comitato Paralimpico Internazionale (IPC) ad escludere gli atleti russi dall'imminente edizione delle Paralimpiadi di Rio de Janeiro 2016; il comitato esecutivo dell'IPC nella riunione del 7 agosto 2016 prese atto dei risultati emersi a seguito dello studio del dottor McLaren, che includevano 44 atleti paralimpici, nonché delle analisi condotte da un laboratorio di Londra sui 21 contenitori dei campioni prelevati ad atleti russi durante i Giochi paralimpici di Soči 2014, riscontrando che 18 di essi erano stati probabilmente manomessi e conseguentemente decise all'unanimità di sospendere il Comitato paralimpico russo (RPC) ed escludere l'intera delegazione russa dai Giochi di Rio de Janeiro. La RPC presentò ricorso al Tribunale Arbitrale dello Sport (TAS) che non venne accolto confermando per intero le sanzioni inflitte e pertanto i 267 posti che gli atleti russi si erano assicurati in 18 sport per quell'edizione di Giochi paralimpici furono ridistribuiti alle delegazioni di altri comitati paralimpici nazionali.
Nei mesi successivi venne nominata una commissione indipendente guidata da Andy Parkinson con il compito di seguire il comitato paralimpico russo nel suo percorso di reintegro, individuando primariamente i criteri da soddisfare per essere riammessa in seno all'IPC.

### La partecipazione a Pyeongchang 2018
Nonostante la RPC fosse ancora sospesa il comitato esecutivo dell'IPC, seguendo le indicazioni della commissione indipendente e visti i significativi progressi fatti dal comitato russo nonché le misure di controllo ora attive, decise che gli atleti russi estranei alle accuse di doping avrebbero potuto partecipare agli eventi di qualificazione in vista delle Paralimpiadi di Pyeongchang 2018 come "atleti neutrali", senza poter esibire la bandiera o altri simboli nazionali russi e deliberando degli specifici criteri ad interim. Successivamente questi criteri vennero modificati limitando la possibilità di prendere parte ai Giochi in cinque discipline delle sei previste e cioè sci alpino, biathlon, sci di fondo, snowboard e curling in carrozzina e con un numero massimo di atleti circoscritto alle sole quote non assegnate in sede di qualificazione; ciò fu dovuto al fatto che, nel regolamento di qualificazione alle Paralimpiadi coreane precedentemente predisposto, era indicato come i soli posti non assegnati potevano essere utilizzati per invitare alle competizioni atleti individuali e non afferenti ad alcun comitato paralimpico nazionale; questa possibilità non era invece prevista per quanto concerneva l'hockey su slittino.
La delegazione russa ai Giochi di Pyeongchang gareggiò col nome di atleti paralimpici neutrali e sotto i vessilli paralimpici; complessivamente parteciparono alla competizioni 30 atleti che conquistarono 8 medaglie d'oro, 10 d'argento e 6 di bronzo, giungendo secondi nel medagliere generale.

### Il reintegro della RPC
Dopo un periodo protrattosi per oltre trenta mesi, durante il quale al comitato paralimpico russo fu impedito di prender parte non solo alle Paralimpiadi di Rio de Janeiro 2016 e di Pyeongchang 2018, ma anche a quattro campionati europei, a undici campionati del Mondo ed a svariati altri eventi di caratura mondiale in discipline nelle quali l'IPC fungeva da federazione internazionale di riferimento, la RPC aveva adempiuto a 69 dei 70 criteri stabiliti dalla taskforce e il comitato esecutivo dell'IPC approvò il suo reintegro il 15 marzo 2019; detto reintegro non fu comunque incondizionato: venne infatti stilato un elenco di misure che sarebbero dovute essere continuativamente soddisfatte fino al 31 dicembre 2022.
A seguito della squalifica per doping di Nadežda Fedorova, che aveva preso parte ai Giochi paralimpici coreani, ma soprattutto dopo le nuove accuse occorse nei confronti della RUSADA, che avevano portato la WADA a dichiararla nuovamente non conforme comminandole pesanti sanzioni, poi confermate dal TAS con la sentenza del 17 dicembre 2020, il comitato esecutivo dell'IPC l'8 febbraio 2021 deliberò di mantenere la posizione del comitato russo come "provvisoriamente reintegrata", ma rese più stringenti i criteri post-reintegro precedentemente approvati.

## Ulteriori iniziative decise dalle varie federazioni internazionali
Oltre alle misure comuni a tutti gli sport intraprese dall'agenzia mondiale antidoping, nonché a quelle avviate dal comitato olimpico e da quello paralimpico, di seguito si riportano le azioni promosse dalle diverse federazioni internazionali per le discipline sportive di loro competenza.

### Federazione di atletica leggera
Considerato come la scoperta dell'esistenza di un "doping di Stato" in Russia venne alla luce a seguito di un'inchiesta riguardante l'atletica leggera, non stupisce che la prima federazione sportiva mondiale a porre in atto drastiche misure nei confronti dell'associazione russa di riferimento e dei suoi affiliati sia stata la International Association of Athletics Federations (IAAF). Già nel novembre del 2015, su suggerimento della WADA, il consiglio direttivo della IAAF sospese in via provvisoria l'All-Russia Athletic Federation (ARAF), e conseguentemente tutti gli atleti russi, da ogni competizione internazionale di atletica leggera; allo stesso modo decise che la Russia non avrebbe ospitato i campionati del mondo a squadre di marcia e quelli under 20 di atletica leggera che si sarebbero dovuti tenere nel corso del 2016 rispettivamente nelle città di Čeboksary e Kazan', e che furono poi riassegnati a Roma e Bydgoszcz.
Conseguentemente alla decisione di sospendere l'ARAF venne istituita una task force che fissò gli obblighi e i criteri che la federazione russa avrebbe dovuto rispettare per poter cancellare detta sospensione ed ottenere il suo ripristino in seno alla IAAF, permettendo nuovamente la partecipazione alle competizioni internazionali della squadra russa coi propri atleti e la possibilità di organizzare ancora manifestazioni. Dopo gli incontri iniziali con i rappresentanti della federazione russa, che nel frattempo aveva cambiato tutti suoi vertici direttivi e pure la sua denominazione in Russian Athletics Federation (RusAF), la commissione della IAAF pubblicò il suo primo rapporto a marzo ed il successivo a giugno del 2016, proprio a ridosso dei campionati europei di Amsterdam, in cui si sottolineava come le condizioni per il ripristino fossero ancora lontane dall’essere raggiunte, ma contemporaneamente invitava il consiglio della IAAF a modificare il proprio regolamento per partecipare alle competizioni internazionali, inserendo la possibilità che atleti che fossero ritenuti completamente estranei a pratiche dopanti e che vivessero da tempo lontano dal paese e in uno Stato con un sistema di controllo e prevenzione funzionante, o che comunque avessero portato un contributo eccezionale nella lotta al doping, avrebbero potuto gareggiare come “atleti neutrali”, auspicando altresì che lo stesso consiglio autorizzasse Julija Stepanova a prendere parte all’imminente manifestazione continentale proprio grazie a questa modifica. Detta variazione venne immediatamente approvata dalla IAAF e la Stepanova venne ammessa agli europei. Della stessa regola beneficiò il mese più tardi Dar'ja Klišina, che fu l’unica russa autorizzata a gareggiare nell’atletica leggera ai Giochi di Rio de Janeiro 2016 in quanto il Comitato Olimpico Internazionale non diede il proprio benestare alla partecipazione della Stepanova.
Nel corso degli anni successivi la task force ha continuato a svolgere la sua attività e parallelamente altri atleti hanno beneficiato della possibilità di gareggiare nelle varie competizioni internazionali sotto la bandiera degli Atleti Neutrali Autorizzati; inoltre la IAAF ha implementato la sua lotta al doping istituendo l’Athletics Integrity Unit (AIU), un istituto indipendente con il compito non solo di fare esami e controlli di campioni medici, ma anche compiere vere e proprie investigazioni. Proprio l’indagine conclusasi a novembre 2019 nei confronti di Danil Lysenko, che aveva precedentemente ottenuto l’autorizzazione a competere come atleta neutrale e che gli era stata poi revocata per aver eluso un test andidoping, ha portato alla luce nuove violazioni da parte di diversi alti funzionari della RusAF. La federazione internazionale, ora World Athletics, preso atto della situazione ha quindi primariamente sospeso il processo di reintegro e poi, per il tramite della commissione, rimodulato i criteri già individuati nel 2015 e a tutt’oggi la federazione russa rimane sospesa dalle competizioni di atletica. Nel marzo del 2021 i nuovi vertici della RusAF hanno presentato a World Athletics un piano di rientro che prevede il suo pieno ripristino quale membro della federazione internazionale non prima dei successivi tre anni.

### Federazione di biathlon
La posizione dell'International Biathlon Union (IBU) nei confronti della Russian Biathlon Union (RBU) all'indomani della pubblicazione della seconda parte del rapporto McLaren fu piuttosto equivoca: da un lato retrocedette la federazione russa ad affiliata provvisoria fino alla fine della stagione agonistica ed istituì un nucleo esterno di esperti per corroborare i casi di positività forniti in detta relazione e che riguardavano 31 biatleti russi, ma dall'altro non prese nessuna iniziativa di squalifica verso gli atleti implicati, ad eccezione di una "sospensione provvisoria" per due di essi, per i quali era stato aperto un procedimento disciplinare da parte della commissione Oswald nel corso della revisione dei risultati di Soči 2014, e di cui non rese pubblici i nomi e che solo successivamente vennero identificate in Jana Romanova e Ol'ga Viluchina; soprattutto, dopo un solo mese di indagini da parte del gruppo esterno, di quei 31 casi individuati dal rapporto McLaren, 24 furono archiviati e soltanto 7 rimasero aperti per ulteriori indagini e di questi l'unica altra atleta che venne provvisoriamente sospesa fu Ekaterina Glazyrina. Inoltre, nonostante l'invito del CIO a considerare luoghi alternativi per la disputa di prove di Coppa del Mondo, campionati mondiali e altri eventi di primo piano, nella riunione del comitato esecutivo svoltasi a Chișinău il 2 settembre 2016 venne affidata l'organizzazione della rassegna iridata del 2021 a Tjumen'. Solo dopo le rimostranze di alcune altre federazioni nazionali come quella della Repubblica Ceca e del Canada e soprattutto dopo che la WADA fece sapere che il proprio comitato di revisione di conformità (CRC) avrebbe investigato sulla questione, con quindi la possibilità che l'IBU fosse dichiarata federazione non più conforme agli standard dell'agenzia mondiale antidoping, l'assegnazione di quel mondiale venne revocata.
Questa condotta da parte dell'IBU fu giudicata sospetta dalla WADA, che aprì una propria inchiesta; di queste indagini fu informato l'ufficio federale di polizia criminale austriaco (BK) che, in collaborazione anche con la corrispondente forza dell’ordine norvegese, avviarono formali investigazioni su potenziali frodi in materia di doping, corruzione e crimini finanziari nei confronti di Anders Besseberg e Nicole Resch, rispettivamente il presidente e il segretario generale della federazione internazionale. In seguito a queste indagini, a oggi ancora in corso, Besseberg e Resch vennero sollevati dai loro incarichi nei primi giorni di aprile del 2018.
Subito dopo l'allontanamento di queste due massime figure dai vertici direttivi l'IBU attivò un approccio più rigoroso circa le accuse di doping alla Russia: come prima cosa l'unità antidoping dell'associazione sanzionò ufficialmente la Glazyrina con una squalifica di due anni e la cancellazione di tutti i risultati ottenuti dal 2013 e successivamente all'elezione del nuovo presidente Olle Dahlin e all'insediamento del nuovo comitato esecutivo nel settembre 2018 vennero aperti altri procedimenti nei confronti di quattro atleti che erano stati segnalati nel rapporto McLaren: Aleksandr Černëšov, Aleksandr Pečeškin, Svetlana Slepcova e Evgenij Ustjugov; detti procedimenti si conclusero con la loro esclusione da future competizioni per un periodo che variava da due a quattro anni e la cancellazione dei risultati precedentemente ottenuti. Oltre a ciò il comitato esecutivo dell'IBU decise di mantenere lo stato di affiliata provvisoria alla RBU e nel contempo stilò una serie di criteri che la federazione russa avrebbe dovuto soddisfare per poter ottenere il completo reintegro in seno a quella internazionale.

### Federazione di sollevamento pesi
In previsione dei Giochi olimpici di Rio de Janeiro 2016, quando però lo "scandalo doping" in Russia non era ancora stato scoperchiato, l'International Weightlifting Federation (IWF) fu l'unica federazione internazionale a fissare specifici e più stringenti criteri antidoping che potevano determinare una decurtazione nel contingente che ogni singolo comitato olimpico nazionale aveva qualificato per quella stessa rassegna; detta politica già a giugno 2016 aveva decretato sanzioni per undici Paesi, tra cui la Russia, determinando altresì la squalifica dell'intera squadra della Bulgaria. A seguito della pubblicazione della prima parte del rapporto McLaren, in cui venivano segnalati ben 117 casi di positività di sollevatori russi, il comitato esecutivo dell'IWF decise di inasprire ulteriormente le norme antidoping di qualificazione olimpica, deliberando che sarebbero state tenute in considerazione anche positività riscontrate durante il processo di rianalisi dei campioni raccolti ai Giochi di Pechino 2008 e di Londra 2012, del quale si stava occupando la commissione Oswald del CIO. Il 29 luglio 2016, dopo che la commissione aveva già accertato sette "riscontri analitici avversi" (AAF) nei confronti di pesisti russi alle ultime due Olimpiadi, la federazione internazionale sospese la Russian Weightlifting Federation (RWF) e conseguentemente nessun sollevatore russo poté prendere parte alla rassegna a cinque cerchi; a nulla valse il tentativo della RWF di fare ricorso al CAS che venne respinto confermando la sanzione.